# Шчечин
За едноименния кораб вижте Щетин (кораб)
Шчѐчин (на полски: Szczecin; на немски: Stettin; на кашубски: Sztetëno; на латински: Stetinum) е седмият по големина град в Полша и второто по големина полско пристанище на Балтийско море. Шчечин е столица на Западнопоморското войводство. Административно е обособен в отделен окръг (повят) с площ от 300,55 km2.

## География
Шчечин е разположен на река Одра в северозападната част на Полша и е близо до Балтийско море и границата с Германия.

## Личности
- Родени в Шчечин
  - Екатерина II (1729 – 1796), императрица на Русия
  - Анна Юркщович (р. 1963), полска певица
- Други личности, свързани с Шчечин
  - Войчех Ярузелски (1923 – 2014), офицер и политик, командващ дивизия през 1967 – 1960
- Починали в Шчечин
  - Крум Петков (1937 – 2015), ръководил Катедрата по хранене и управление на фуражите за животни към Западнопомеранския технологичен университет през 1986 – 2006.

## Побратимени градове
Шчечин е побратимен град с:
- Берлин, Фридрихсхайн-Кройцберг, Германия
- Бремерхафен, Германия
- Далян, Китай
- Есбер, Дания[2]
- Кингстън ъпон Хъл, Великобритания
- Клайпеда, Литва
- Любек, Германия
- Малмьо, Швеция
- Мурманск, Русия
- Росток, Германия
- Сейнт Луис, САЩ

## Население
През 2012 г. в града живеят 409 596 души. Гъстотата е 1363 души/km2.

## Спорт
Градът е дом на футболния клуб Погон (Шчечин).